# جنگل شالتماس
شالتماس نام جنگلیست که برگرفته از نام شاه طهماسب واقع در روستای افراتخت از توابع شهرستان قائمشهر می‌باشد می‌باشد.
شاه تهماسب دوم پس از اشغال اصفهان بدست محمود افغان و کشته شدن شاه سلطان حسین برای مدتی، از ترس جان به تفرج گاه بهاری خود که در جنگل‌های تپورستان آن زمان (مازندران کنونی) ساخته بود فرار کرد، پس از شکست افغان‌ها به دست نادرشاه افشار، شاه تهماسب دوم تپورستان را ترک کرد و به مرکز حکومت خود بازگشت ولی نام وی از همان زمان تا کنون بر روی آن جنگل‌ها باقی‌مانده به گونه‌ای که اکنون این جنگل را شالتماس (به معنی شاه تهماسب) می‌نامند. در حال حاضر آثار چندانی از آن تفرج گاه به جا نمانده ولی در سال‌های اخیر اشیاء قدیمی بسیار زیادی از دل این جنگل بیرون کشیده شده‌است.
مکان دقیق این جنگل بدین گونه می‌باشد: استان مازندران، کیلومتر ۶ اتوبان قائمشهر به ساری، شهر جدید ارطه، روستای همیشه سرسبز افراتخت، جنگل شالتماس.
گونه‌های درختی این جنگل: افرا، ممرز، بلند مازو، راش، پلت شیردار، نمدار، ملچ، خرمندی، انجیلی و توسکا است.